# Heliconius corona
Heliconius corona är en fjärilsart som beskrevs av Friedrich Wilhelm Niepelt 1907. Heliconius corona ingår i släktet Heliconius och familjen praktfjärilar. Inga underarter finns listade i Catalogue of Life.